# Kitatsugaru (huyện)
Kitatsugaru (北津軽郡 Kitatsugaru-gun) là huyện thuộc tỉnh Aomori, Nhật Bản. Tính đến ngày 1 tháng 10 năm 2020, dân số ước tính của huyện là 34.431 người và mật độ dân số là 110 người/km2. Tổng diện tích của huyện là 304,6 km2.